# Береснев, Владимир Леонидович
Владимир Леонидович Береснев (11 января 1947 года, Владивосток) — российский математик, доктор физико-математических наук (1984), профессор НГУ (1985), Главный редактор журнала «Дискретный анализ и исследование операций», Заслуженный деятель науки РФ (2007).

## Биография
Родился 11 января 1947 г. во Владивостоке. Окончил механико-математический факультет Новосибирского государственного университета (НГУ) по специальности «Математика» (1970).
С 1970 г. в Институте математики им. С. Л. Соболева Сибирского отделения АН СССР/РАН: лаборант, младший, старший, ведущий научный сотрудник (с 1986), зав. лабораторией математических моделей принятия решений (1987—1992), зам. директора (1992—2014), с 2014 зав. лабораторией математических моделей принятия решений.
В НГУ работает с 1972 г.: ассистент, доцент (1977—1984), и. о. профессора, с 1985 профессор кафедры теоретической кибернетики. С 2002 г. зав. кафедрой дискретного анализа и исследования операций. Читал курс «Исследование операций», вёл спецсеминар «Экстремальные задачи стандартизации».
Главный редактор журнала «Дискретный анализ и исследование операций», зам. гл. редактора «Сибирского журнала индустриальной математики», член редколлегии «Сибирского математического журнала».

## Награды и звания
Учёные степени и звания
- 1973 кандидат физико-математических наук, тема диссертации «Задачи выбора оптимальной системы и некоторые методы её решения»;
- 1979 доцент по кафедре теоретической кибернетики;
- 1984 доктор физико-математических наук, тема диссертации «Математические модели и методы оптимального выбора состава систем технических средств»;
- 1988 профессор по кафедре теоретической кибернетики (1988).

Иное
Заслуженный деятель науки РФ (2007).

## Научные труды
Автор более 120 научных публикаций.
Книги
- Экстремальные задачи стандартизации / В. Л. Береснев, Э. Х. Гимади, В. Т. Дементьев; Отв. ред. В. Л. Макаров. Новосибирск, 1978. 333 с.
- Исследование операций: Учеб. пособие / В. Л. Береснев, В. Т. Дементьев. Новосибирск, 1979. 92 с.
- Дискретные задачи размещения и полиномы от булевых переменных / В. Л. Береснев. — Новосибирск : Изд-во Ин-та математики, 2005. — 407 с. ISBN 5-86134-129-X

## Сетевые ссылки
- ЛС на страницах ИМ СО РАН.
- Его статьи на Math-Net.Ru
- Его статьи в РИНЦ.
- Дискретный анализ и исследование операций (архив выпусков ж-ла под ред. проф. В. Л. Береснева) с 2006 г. по н.в. на dlib.eastview.com